# Jeugdamnesie
In de psychologie refereert jeugdamnesie aan het verschijnsel dat de meeste mensen zich weinig van voor hun vijfde levensjaar kunnen herinneren. Sigmund Freud beschreef jeugdamnesie als het blokkeren van emotionele trauma's. Freud beweerde dat jeugdamnesie het gevolg is van verdringing die samenhangt met het oplossen van het oedipuscomplex.